# Chung Ching Ye
Los Joe Boys, ó JBS (también conocido como Chung Ching Yee, en Chino tradicional), fue una pandilla de jóvenes chino-estadounidenses fundada en los años 1960en el barrio chino de San Francisco . Los Joe Boys eran conocidos como Joe Fong Boys, en honor a su fundador Joe Fong, un exmiembro de Wah Ching. La mayoría de miembros habían nacido en Hong Kong o eran de ascendencia hongkonesa .

## Historia
Joe Fong emigró a San Francisco desde Macao con su familia en 1963, cuando tenía ocho años.: 820  |width=20em}} Los Wah Ching en una pandilla juvenil formada en Chinatown en 1964 para proteger a los inmigrantes recién llegados de China contra el acoso de los chino-estadounidenses que habían nacido y crecido en Estados Unidos. A raíz de la Ley de Inmigración y Nacionalidad de 1965, el Wah Ching reclutó a muchos miembros nuevos. Inicialmente, el Wah Ching abogó por la protección de los nuevos inmigrantes ante sus mayores en la Asociación Benéfica Consolidada de China, pero fueron rechazados.: 820 
En cambio, el Wah Ching se convirtión en una pandilla callejera; algunos miembros fueron contratados para servir como vigías y luego como protección para los salones de  juego ilegales en Chinatown,  : 812 a medida que se acercaron al mundo de las apuestas ilegales. Además, los líderes del grupo tuvieron con vínculos con el Kuomintang en Taiwán, que eran firmemente anticomunistas y pagarían a las pandillas juveniles para que disolvieran violentamente las manifestaciones de la Guardias rojos.: 820 
Aproximadamente  en 1968, los Wah Ching fueron absorbidos por los Hop Sing Tong, o, como informó Bill Cardoso, Hop Sing comenzó a usar el nombre Wah Ching para su organización juvenil.: 820  El Yau Lai (también conocido como Yo Le o Yau Lay, que significa "buena fortuna") se separó del Wah Ching en 1969, fundado por los miembros descontentos con la fusión de la pandilla en Hop Sing, que entonces era uno de los dos prominentes pandillas tradicionales en Chinatown. Sus rivales, los Suy Sing Tong, extendieron su lucha al Wah Ching. En marzo de 1970, el hermano mayor de Joe Fong, Glen, fue asesinado a tiros por Suey Sing. En represalia, los miembros de Wah Ching golpearon tanto al líder de Suey Sing, Tom Tom, que fue hospitalizado; Suey Sing hizo las paces y se mudó a Oakland. Rápidamente Joe Fong presionó la lucha y, a menudo, se aventuraba a East Bay para vencer a los miembros de Suey Sing, y en la primavera de 1971, Fong fue sentenciado a seis meses en un reformatorio por su violencia continua. : 821 
El grupo de Joe Fong se separó del Yau Lai principal a principios de 1971, y afirmó ser independiente de cualquier organización existente de Chinatown. Después de que enviaron a Fong al reformatorio, su grupo disidente fue reabsorbido en Yau Lai; a su regreso, rompió un grupo nuevamente con un lugarteniente de confianza, Raymond Leung, el 1 de octubre. Leung fue asesinado a tiros al día siguiente. Joe Fong trasladó sus operaciones al distrito de Richmond, en el borde occidental de San Francisco y cambió el nombre de su grupo a Chung Ching Yee (en honor a los héroes de Water Margin) a principios de 1972.  : 821 Fong intentó reunirse con el alcalde de San Francisco, Joseph Alioto, en septiembre para proporcionar información privilegiada sobre la actividad delictiva en Chinatown : 821 o para llamar la atención sobre la corrupción policial y la falta de programas sociales;  la reunión fue rechazada, la policía allanó la sede de Fong esa noche y los Joe Boys fueron hostigados por el rival Wah Ching y la policía. : 821 
Para 1973, la lucha entre Chung Ching Yee y Wah Ching había estallado en una guerra que se había cobrado 13 vidas desde 1969, Joe Fong fue arrestado el 2 de octubre de 1972 y comenzó a cumplir cadena perpetua por intento de asesinato el 4 de febrero de 1973. Después de que Fong fue encarcelado, Chung Ching Yee finalmente se convirtió en Joe Fong Boys, y luego simplemente en Joe Boys.  : 822 
Una serie creciente de represalias y asesinatos entre Joe Bys y Wah Ching culminó en la Masacre del Dragón Dorado de septiembre de 1977, que ocurruó como resultado directo de una emboscada durante la venta de petardos en el complejo de viviendas públicas Ping Yuen de Chinatown el 4 de julio, que dejó a Felix "Tiger" Huey (un Joe Boy) muerto.Los Joe Boys estaban apuntando al liderazgo de Wah Ching, que estuvo presente esa noche en el Golden Dragron, la masacre dejó  5 muertos y 11 heridos, pero ninguno ellos era pandillero. Los perpetradores fueron arrestados hasta 1978, condenados y sentenciados a prisión.
Después de la Masacre del Dragón Dorado, los Wah Ching ascendieron en Chinatown y los Joe Boys fueron cercados bajo la presión del grupo de trabajo de pandillas asiáticas de la Policía de San Francisco, que se formó como resultado directo en la masacre.

## Identificación
La pandilla usaba como símbolo los números 1028, (J=10, B=2, S=8). Adoptaron el gris y el negro como colores principales en su uniforme. Pueden usar el color azul marino.

## Miembros destacados
El autor Bill Lee, autor y ex afiliado de pandillas, escribió extensamente sobre la participación en la vida en el inframundo criminal chino y la historia de la pandilla en su libro Chinese Playground: A Memoir.